# Aeroportul Combolcha
Aeroportul Combolcha (IATA: DSE, ICAO: HADC) este un aeroport din Etiopia ce deservește zona Kombolcha.
Situat la o altitudine de 1.865 m, aeroportul dispune de o singură pistă.